# هرمیاس
هرمیاس (زبان یونانی: Ἑρμείας؛ ۱ ژانویهٔ ۰۴۰۱ – ۱ ژانویهٔ ۰۴۵۰) فیلسوف نوافلاطونی بود که در اسکندریه به دنیا آمد. ۴۱۰ بعد از میلاد به آتن رفت و زیر نظر سیریانوس فلسفه خواند. او با آدزیا که از بستگان سیریانوس بود و در ابتدا با پروکلوس نامزد شده بود ازدواج کرد، اما پروکلوس پس از دریافت هشدار الهی، نامزدی را قطع کرد. هرمیا آموزه‌های سیریانوس را به اسکندریه بازگرداند، جایی که او در مدرسه هوراپولو سخنرانی می‌کرد و درآمدی از دولت دریافت می‌کرد. در زمانی که فرزندانش، آمونیوس و هلیودوروس، هنوز کوچک بودند، در ۴۵۰ بعد از میلاد درگذشت. با این حال، آدزیا به دریافت درآمد از دولت ادامه داد تا فرزندان را بزرگ کند و آن‌ها را برای فیلسوف شدن آماده کند.